# Анандавардхана
Анандавардхана (820—890) — индийский поэт и теоретик литературы, автор знаменитого комментария «Дхваньяалока» (Свет отзвука) к «Дхваникарике» (Строфы об отзвуке) неизвестного автора.

## Жизнь
Анандавардхана родился и жил в Кашмире, его творческая деятельность пришлась на 60 — 90 годы IX века, почти полностью совпадая с годами правления короля Авантивармана. Это было, вероятней всего, наиболее продуктивное время в политической и культурной жизни древнего Кашмира, когда скульптура, музыка, архитектура и поэзия достигли расцвета, так что Анандавардхана не имел недостатка в образцах для своей теоретической работы. Сфера его интересов была разнообразна: поэзия, драма, философия, богословие, древние знания, буддистские тексты. Свои произведения он писал на санскрите.

## Учение
В основе учения Анандавардханы о художественном произведении лежит понятие «дхвани» (буквально «отзвук»). Дхвани он считал «атманом (душой) поэзии», которая, являясь сердцевиной поэтической речи, отличает её от обыденной.. Достоинство поэтического произведения проявляется через образную мысль (дхвани), имеющую три основных вида: поэтическая фигура (аламкара-дхвани), смысл (васту-дхвани), настроение (раса-дхвани).

## Сочинения
- Anandavardxanacarya. Dhvanyalokah with the Locana, Sanscrit comment by Abhinavagupta and Hindi comment by Jagannath Pathak, Varanasi, 1965.
- Анандавардхана. Дхваньялока (Свет Дхвани), перевод с санскрита, введение и комментарии Ю. М. Алихановой, Москва, 1974.